# Industriemarktforschung
Industriemarktforschung ist der Oberbegriff für jegliche Marktforschung im Wirtschaftszweig der Industriebetriebe, nicht jedoch des Dienstleistungssektors.

Damit ist sie sowohl von der B2B-Marktforschung, welche sich auf die Investitionsgüter beschränkt, als auch von der B2C-Marktforschung, welche die Konsumgüterentwicklung auswertet, abzugrenzen.
Die Marktuntersuchungen können auch stark die technischen Aspekte des Marktes oder der Produkte betreffen. In der Innovationsmarktforschung werden oft Evaluierungen geplanter Produktideen durchgeführt, bei denen z. B. technische Einkäufer, Produktentwickler bei Kunden oder institutionellen Experten der betreffenden Marktsegmente in technisch-wirtschaftlichen Intensiv-Interview systematisch befragt werden und technische oder nichttechnische (andere) Marktaspekte anhand eines Gesprächsleitfadens diskutiert werden. 
Aufgrund der hochspezialisierten internationalen Investitionsgütermärkte hat gerade in diesem Bereich über die Einbindung von Informations-Broker an Bedeutung gewonnen. Dabei werden sowohl Marktforschungsergebnisse als Reports oder Studien, meist Multi-Client-Studien verkauft und auch Online über die Wirtschaftsinformatik zum kostenpflichtigen Herunterladen zur Verfügung gestellt. Diese professionellen Onlinedatenbanken, die auch Fachinformationsdatenbanken umfassen, bestehen aus inhaltlich erschlossenen und verschlagworteten Artikeln oder Kurzfassungen Abstracts aus Fachzeitschriften und der internationalen Fachpresse der Wirtschaft oder anderen relevanten Quellen wie z. B. Patent- und Markenämtern, Kongressen, Dissertationen und andere Publikationen, Auswertung von Forschungsergebnissen etc.
Diese Informationsgewinnung oder -verbesserung stellt für Entscheidungsträger die Grundlage für das unternehmerische Handeln dar und hilft z. B. bei Planungen und Entscheidungen. Die Beschaffung von Markt- und Unternehmensinformationen steht im Mittelpunkt der Arbeit von spezialisierten Industriemarktforschungsunternehmen.